# Santa Isabel (Málaga)
.
Santa Isabel es un barrio perteneciente al distrito Carretera de Cádiz de la ciudad andaluza de Málaga, España. Según la delimitación oficial del ayuntamiento, limita al norte y al este con el barrio de San Andrés; al sur con el Parque del Oeste; y al oeste con el barrio Parque Mediterráneo.

## Transporte
En autobús queda conectado mediante las siguientes líneas de la EMT: 
| Línea | Trayecto                      | Recorrido | Frecuencia    |
| ----- | ----------------------------- | --------- | ------------- |
| 15    | La Virreina - Santa Paula     | Recorrido | 11-12 minutos |
| 16    | Paseo del Parque - La Térmica | Recorrido | 12-13 minutos |